# Joseph Morris (Politiker)
Joseph Morris (* 16. Oktober 1795 im Greene County, Pennsylvania; † 23. Oktober 1854 in Woodsfield, Ohio) war ein US-amerikanischer Politiker. Zwischen 1843 und 1847 vertrat er den Bundesstaat Ohio im US-Repräsentantenhaus.

## Werdegang
Joseph Morris besuchte die öffentlichen Schulen seiner Heimat. Im Jahr 1824 war er Sheriff im Greene County. Seit 1829 war er in Woodsfield ansässig, wo er im Handel arbeitete. Gleichzeitig schlug er als Mitglied der Demokratischen Partei eine politische Laufbahn ein. In den Jahren 1833 und 1834 saß er als Abgeordneter im Repräsentantenhaus von Ohio. Außerdem wurde er Kämmerer im Monroe County.
Bei den Kongresswahlen des Jahres 1842 wurde Morris im 15. Wahlbezirk von Ohio in das US-Repräsentantenhaus in Washington, D.C. gewählt, wo er am 4. März 1843 die Nachfolge von Sherlock James Andrews antrat. Nach einer Wiederwahl konnte er bis zum 3. März 1847 zwei Legislaturperioden im Kongress absolvieren. Die Zeit bis 1845 war von den Spannungen zwischen Präsident John Tyler und den Whigs geprägt. Außerdem wurde damals bereits über eine mögliche Annexion der seit 1836 von Mexiko unabhängigen Republik Texas diskutiert. Das führte im Jahr 1845 zum Ausbruch des Mexikanisch-Amerikanischen Krieges, der die zweite Legislaturperiode von Morris bestimmte. Im Jahr 1846 verzichtete er auf eine weitere Kandidatur.
Nach dem Ende seiner Zeit im US-Repräsentantenhaus arbeitete Joseph Morris wieder im Handel. Er starb am 23. Oktober 1854 in Woodsfield. Sein Sohn James (1819–1899) wurde ebenfalls Kongressabgeordneter.